# Asociación de Inspectores de Educación
ADIDE (Asociación De Inspectores de Educación) es una organización profesional española de inspectores de educación. Es la primera organización profesional de inspectores de educación del país. 

## La organización de los profesionales
Los profesionales de la educación se suelen agrupar en organizaciones sindicales, organizaciones profesionales o colegios profesionales. Las organizaciones sindicales o sindicatos tienen como misión principal la defensa de los intereses laborales de los asociados. Los colegios profesionales velan por que el ejercicio profesional se realice según las normas de titulación y deontológicas que el colegio establece. La asociaciones profesionales son organizaciones que pueden tener diferentes misiones y cometidos, desde el impulso del desarrollo profesional a través de la formación, la organización de congresos y otras actividades científicas o la elaboración de revistas y publicaciones no periódicas..

## El inspector de educación
Los inspectores de educación son un colectivo de funcionarios públicos (unos 1600 en España) que tienen como misión la supervisión de la enseñanza no universitaria. En otros países se denominan supervisores escolares. Un inspector de educación suele tener asignados varios centros docentes para su inspección y supervisión. La actividad del inspector de educación viene prescrita en unos planes anuales de inspección.

## Historia de ADIDE
Con el cambio que se produce en la educación española en la década de los 80 aparece, entre un grupo importante de inspectores que acababan de entrar a realizar la función inspectora, la necesidad de agruparse pues no se veían identificados en las organizaciones profesionales y sindicales de inspectores de educación existentes.
En 1990 se realiza una asamblea constituyente y sale elegido el primer presidente de la asociación.
La organización empezó a tener relevancia en la defensa de los intereses profesionales (sustituyendo a veces la ausencia de los sindicatos en dicha representación) e impulsando muchos de los postulados que los nuevos vientos educativos de la reforma educativa estaban trayendo.
ADIDE comenzó siendo una única organización y agrupaba a todos los asociados de España. Por la Ley de asociaciones, tuvo que convertirse en una organización federada (con las dificultades de gestión y organización que originó en un primer momento) Por suerte, pronto se pusieron en marcha procedimientos de colaboración y comunicación en red y de presencia en Internet.
Los presidentes que ha tenido la organización han sido los siguientes:
| Etapa         | Presidente               |
| ------------- | ------------------------ |
| 1992 - 1993   | Juan López Martínez.     |
| 1993 - 1995   | Pedro Gómez Mora         |
| 1995 - 1996   | Santiago Esteban         |
| 1996 - 2003   | Francisca Serrano Adán   |
| 2003 - 2005   | Javier Teixeira González |
| 2005 - 2007   | Esteban Martínez Lobato  |
| 2007 - 2007   | Francisco Martínez Muñoz |
| 2007 - 2009   | Joaquín Álvarez Zamora   |
| 2009 - 2013   | Ángel Díez Baldero       |
| 2013 - 2015   | Lorenzo Capellán de Toro |
| 2015 - 2020   | Carlos Utrera Infantes   |
| 2020 - 2022   | Lourdes Orueta Mendia    |
| 2022 - actual | José Cabrera Delgado     |

## Actividades
Una de las labores que realiza ADIDE es el impulso de la actividad profesional a través de la organización bienal de un Congreso científico, la realización de varias jornadas anuales y otras actividades de formación. 
Los Congresos que se han realizado han sido los siguientes:
- I Congreso: Madrid, mayo de 1992.
- II Congreso: "Evaluación y Calidad de la Educación", Alicante, 19-22 de octubre de 1993.
- III Congreso: La Manga del Mar Menor (Murcia), 6-8 de noviembre de 1995.
- IV Congreso: "Autonomía profesional de la Inspección Educativa", Barcelona, 22-24 de octubre de 1997.
- V Congreso: Sevilla, octubre de 1998.
- VI Congreso: "La inspecció educativa en un context de canvi", Palma de Mallorca, octubre de 2000.
- VII Congreso: Oviedo, octubre de 2003.
- VIII Congreso: "Inspección de Educación y Tecnologías de la Información y la Comunicación", Santiago de Compostel, 4-6 de mayo de 2005.
- IX Congreso: "La Inspección de educación: Equidad y valores": Adeje (Tenerife), 25-27 de octubre de 2006.
- X Congreso: "Políticas educativas y de evaluación en Europa. El papel de la Inspección de educación", Zaragoza, 5-7 de noviembre de 2008.
- XI Congreso: "La inspección de educación y las estrategias europeas 2020 en educación", Toledo,  27-29 de octubre de 2010.
- XII Congreso: "Las evaluaciones externas de los centros. La intervención de la Inspección de Educación", Alcalá de Henares, 17-19 de octubre de 2012.
- XIII Congreso: "Mirando al futuro: Educación e Inspección", Santander, 22-24 de octubre de 2014.
- XIV Congreso: "Innovar en educación", Valladolid, 19, 20 y 21 de octubre de 2016
- XV Congreso: “Líneas prioritarias de la Inspección de Educación”, Bilbao, 17-19 de octubre de 2018
- XVI Congreso: "Caminando hacia la mejora global", Valencia, 16-18 de noviembre de 2022

La asociación edita una revista científica semestral que se denomina Avances en supervisión educativa (ASE)
ADIDE-Federación delega la canalización de las reivindicaciones más sindicales en los diferentes sindicatos que están presentes en la educación española. Muchos inspectores también son miembros de alguno de los sindicatos de la enseñanza.
En el 2013 pertenecían a la asociación ADIDE-Federación unos 900 inspectores de los 1518 existentes en toda España.

## Organización interna
ADIDE es una organización federada, es decir, agrupa a asociaciones de las diferentes comunidades autónomas (los inspectores asociados de La Rioja están integrados en la organización de Castilla y León).
ADIDE-Federación es conocida también como ADIDE, puesto que originariamente era una única organización estatal.